# Kajmanka středoamerická
Kajmanka středoamerická (Chelydra rossignonii) je druh želvy z čeledi kajmankovití. Endemicky se vyskytuje ve střední Americe a v Mexiku. Její latinské jméno bylo tomuto druhu dáno na počest pěstitele kávy francouzského původu Julese Rossignona.

## Taxonomie
Původně byl tento druh považován za poddruh kajmanky dravé (Chelydra serpentina). Poté, co vědci zjistili mezi oběma druhy několik genetických a morfologických rozdílů, byla kajmanka středoamerická uznána za samostatný druh. Z morfologického hlediska se oba druhy liší především svými lebkami.

## Popis
Kajmanky středoamerické mají velkou hlavu, dlouhý ocas, špičatý čenich a hrubý karapax se třemi výraznými hřebeny. Barva karapaxu přechází od hnědé, přes olivovou po olivově černou. Barva spodní částí krunýře, plastronu, je krémová až šedá. Krunýře těchto želv jsou někdy porostlé řasami, které jim tak pomáhají při maskování. Kůži mají šedou až černou. Mladí jedinci mají na kůži bílé skvrnky.

## Rozšíření a habitat
Kajmanky středoamerické žijí na území Belize, Guatemaly, Hondurasu a Mexika. Přirozeně se vyskytují v pomalu tekoucích sladkovodních tocích, bažinách a v mokřadech. Upřednostňují kalnou vodu s velkým množstvím vegetace a vyhýbají se otevřeným vodním plochám.

## Ekologie a chování
Kajmanky středoamerické jsou vejcorodé, osaměle žijící želvy, které jsou aktivní v noci. Pravděpodobně tráví většinu života ve vodě, jen zřídka se vydávají na pevninu či se vyhřívají na otevřených stanovištích. Tyto želvy jsou všežravé. Živí se především kraby, žábami, rybami, krevetami a rostlinnou potravou. Svou kořist lákají na čtyři až šest výrůstků kolem svých úst.

## Ochrana
Podle Červeného seznamu IUCN patří mezi zranitelné taxony, neboť díky ohrožení jejich přirozených stanovišť klesají jejich populace. Přestože jsou tyto želvy v Mexiku a Guatemale chráněny zákonem, není tento zákon dostatečně vymáhán a ony jsou i nadále využívány jako potrava. Pro jejich záchranu a zvětšení populace byl vytvořen program jejich chovu v zajetí.